# Ebrima Sillah
Ebrima Ebou Sillah (ur. 12 kwietnia 1980 w Bakau) – gambijski piłkarz występujący na pozycji pomocnika.

## Kariera klubowa
Sillah karierę rozpoczynał w Realu Bandżul. W 1996 roku wyjechał do Belgii, gdzie został graczem amatorskiego KSC Blankenberge. W 1997 roku przeszedł do pierwszoligowego Club Brugge. W 1998 roku zdobył z nim mistrzostwo Belgii oraz Superpuchar Belgii. Sezon 1999/2000 spędził na wypożyczeniu w KRC Harelbeke. W 2002 roku zdobył z Brugge Puchar Belgii oraz Superpuchar Belgii. W sezonie 2002/2003 grał na wypożyczeniu w holenderskim drugoligowcu, RBC Roosendaal.
W 2003 roku Sillah podpisał kontrakt z rosyjskim Rubinem Kazań. Grał tam przez 3 sezony. Na początku 2006 roku ponownie został graczem RBC Roosendaal, nadal grającego w drugiej lidze. Tym razem spędził tam pół roku.
W połowie 2006 roku Sillah odszedł do belgijskiego pierwszoligowca FC Brussels. W sezonie 2006/2007 grał na wypożyczeniu w izraelskim Hapoelu Petach Tikwa. W sezonie 2007/2008 był zaś wypożyczony do holenderskiego drugoligowca MVV Maastricht, z którym w połowie 2008 roku podpisał kontrakt. W 2010 roku odszedł z tego klubu.

## Kariera reprezentacyjna
W reprezentacji Gambii Sillah zadebiutował w 1996 roku.